# Lewis Koumas
Lewis Terence Koumas (Chester, 19 settembre 2005) è un calciatore gallese, attaccante dello Stoke City in prestito dal Liverpool e della nazionale gallese.

## Biografia
È figlio dell'ex calciatore Jason Koumas ed ha origini cipriote tramite il nonno paterno.

## Carriera

### Club
Koumas è cresciuto nel settore giovanile del Liverpool, con cui ha firmato il primo contratto professionistico l'11 gennaio 2023. Ha debuttato in prima squadra il 28 febbraio 2024 nell'incontro di Football League Cup vinto 3-0 contro il Southampton, segnando la prima delle tre reti.
Il 10 agosto 2024 è stato ceduto in prestito allo Stoke City per tutta la stagione.

### Nazionale
Ha giocato nelle nazionali giovanili gallesi Under-19 ed Under-21.
Il 29 maggio 2024 ha ricevuto la prima convocazione da parte della nazionale maggiore gallese per dispuatre due incontri amichevoli contro Gibilterra e Slovacchia. Ha debuttato il 6 giugno sostituendo Liam Cullen al 73' minuto contro Gibilterra.

## Statistiche

### Presenze e reti nei club
Statistiche aggiornate al 6 settembre 2024
| Stagione        | Squadra         | Campionato      | Campionato | Campionato | Coppe nazionali | Coppe nazionali | Coppe nazionali | Coppe continentali | Coppe continentali | Coppe continentali | Altre coppe | Altre coppe | Altre coppe | Totale | Totale | Totale |
| Stagione        | Squadra         | Comp            | Pres       | Reti       | Comp            | Pres            | Reti            | Comp               | Pres               | Reti               | Comp        | Pres        | Reti        | Pres   | Reti   |        |
| --------------- | --------------- | --------------- | ---------- | ---------- | --------------- | --------------- | --------------- | ------------------ | ------------------ | ------------------ | ----------- | ----------- | ----------- | ------ | ------ | ------ |
| 2023-2024       | Liverpool       | PL              | 0          | 0          | FACup+CdL       | 1+0             | 1+0             | UEL                | 0                  | 0                  | -           | -           | -           | 1      | 1      |        |
| 2024-2025       | Stoke City      | FLC             | 3          | 1          | FACup+CdL       | 0+2             | 0+1             | -                  | -                  | -                  | -           | -           | -           | 5      | 2      |        |
| Totale carriera | Totale carriera | Totale carriera | 3          | 1          |                 | 3               | 2               |                    | 0                  | 0                  |             | -           | -           | 6      | 3      |        |

### Cronologia presenze e reti in nazionale
| Cronologia completa delle presenze e delle reti in nazionale ― Turchia | Cronologia completa delle presenze e delle reti in nazionale ― Turchia | Cronologia completa delle presenze e delle reti in nazionale ― Turchia | Cronologia completa delle presenze e delle reti in nazionale ― Turchia | Cronologia completa delle presenze e delle reti in nazionale ― Turchia | Cronologia completa delle presenze e delle reti in nazionale ― Turchia | Cronologia completa delle presenze e delle reti in nazionale ― Turchia | Cronologia completa delle presenze e delle reti in nazionale ― Turchia |
| Data                                                                   | Città                                                                  | In casa                                                                | Risultato                                                              | Ospiti                                                                 | Competizione                                                           | Reti                                                                   | Note                                                                   |
| ---------------------------------------------------------------------- | ---------------------------------------------------------------------- | ---------------------------------------------------------------------- | ---------------------------------------------------------------------- | ---------------------------------------------------------------------- | ---------------------------------------------------------------------- | ---------------------------------------------------------------------- | ---------------------------------------------------------------------- |
| 6-6-2024                                                               | Faro                                                                   | Gibilterra                                                             | 0 – 0                                                                  | Galles                                                                 | Amichevole                                                             | -                                                                      | 73’                                                                    |
| 9-6-2024                                                               | Trnava                                                                 | Slovacchia                                                             | 4 – 0                                                                  | Galles                                                                 | Amichevole                                                             | -                                                                      | 60’                                                                    |
| 6-9-2024                                                               | Cardiff                                                                | Galles                                                                 | 0 – 0                                                                  | Turchia                                                                | UEFA Nations League 2024-2025 - 1º turno                               | -                                                                      | 72’                                                                    |
| 9-9-2024                                                               | Nikšić                                                                 | Montenegro                                                             | 1 – 2                                                                  | Galles                                                                 | UEFA Nations League 2024-2025 - 1º turno                               | -                                                                      | 46’                                                                    |
| 16-11-2024                                                             | Kayseri                                                                | Turchia                                                                | 0 – 0                                                                  | Galles                                                                 | UEFA Nations League 2024-2025 - 1º turno                               | -                                                                      | 90’                                                                    |
| 6-6-2025                                                               | Cardiff                                                                | Galles                                                                 | 3 – 0                                                                  | Liechtenstein                                                          | Qual. Mondiali 2026                                                    | -                                                                      | 64’                                                                    |
| Totale                                                                 |                                                                        | Presenze                                                               | 6                                                                      |                                                                        | Reti                                                                   | 0                                                                      |                                                                        |

## Palmarès

### Club

#### Competizioni nazionali
- Coppa di Lega inglese: 1

Liverpool: 2023-2024